# 李强 (1959年)
李强（1959年7月23日—），浙江瑞安人，中国共产党、中华人民共和国政治人物，正国级领导人，毕业于浙江农业大学宁波分校（现浙江万里学院），拥有中共中央党校研究生学历和香港理工大学工商管理硕士学位。现任中共中央政治局常委，中华人民共和国国务院总理、党组书记。
李强曾任浙江省人民政府省长，中共江苏省委书记、省人大常委會主任，中共上海市委书记等职务，主政履历遍及苏、浙、沪三省市。在地方工作期间，李强被认为是浙江新一轮政府改革的主要设计者和推动者，其主导创立的浙江政务服务网成为全国“互联网+政务服务”样本。
习近平在浙江省担任主要领导期间，李强曾担任中共温州市委书记及浙江省委秘书长等职务，与习近平长期密切共事，因此被外界视为習近平“之江新军”的主要人物。习近平在2012年当选中共中央总书记成为最高领导人后，李强的职务迅速晋升，于中共十九大时进入中共中央政治局，更于中共二十大后成为排名第二位的中共中央政治局常委，在隔年政府换届时接替李克强出任国务院总理，成为中国继首任总理周恩来后首位未担任过国务院副总理的总理，也是首位没有中央任职经验的总理。
李强是中共十八届中央候补委员（十八届七中全会递补为中央委员），第十九届中央委员、中央政治局委员，第二十届中央委员、中央政治局委员、常委。

## 早年生活
1959年7月，李强出生于浙江省温州专区瑞安县马屿镇，谱名福强。李强的父亲李锡局来自曹村镇东岙村，家境贫寒，成年后做过政府文员和干部；母亲阮秀莲则是马屿镇人，年轻时以卖猪肉为生。李强是在外祖父家中出生，自幼受到外祖母等长辈喜爱，在马屿镇上念完小学和中学。1976年7月，17岁的李强在中学毕业后即参加工作。
1976至1977年，李强在家乡马屿的机电排灌站工作，期间1977年4至10月借调瑞安县路线教育工作队驻江溪公社分队工作。1977至1978年就职于瑞安县工具三厂。李强后来回忆说，“温州是我的故乡，我在那儿学习生活到19岁”。恢复高考后，李强于1978年9月至1982年7月在浙江农业大学宁波分校农业机械系农业机械化专业学习，获得学士学位。

## 基層經歷
大学毕业后，他并未从事专业工作，而是选择到当时的区公所（相当于后来的乡镇）工作，由此踏入仕途。1983年4月加入中国共产党后，他先后出任中国共青团瑞安县莘塍街道团委负责人，后又任中国共青团瑞安县委书记。1984年离开中国共青团系统后，进入浙江省民政厅工作，历任农村救济处副处长、处长、救灾救济处处长及省民政厅副厅长。在此期间，他于1985至1987年在中国社会学函授大学社会学专业学习。
1996年，李强出任中共金华市委常委、永康市委书记。在此期间，他于1995至1997年在浙江大学研究生课程进修班管理工程专业学习。
1998年，任浙江省人民政府办公厅副主任。2000年，41岁的李强升任浙江省工商局局长，成为正厅级干部。2001至2002年在中共中央党校一年制中青年干部培训班学习。
2002年4月，出任中共温州市委书记，上任时年仅43岁，成为温州建市30余年来最年轻的一位中共市委书记。2003年，兼任温州市人大常委会主任。主政温州期间，他于2001至2004年在中共中央党校在职研究生班世界经济专业学习。李强就任期间着力推动温州民营经济发展，并相继他曾对媒体说：“温州是吃改革饭发展起来的，温州的改革不能丢。”在温州期间，他还将温州的经济比作“地瓜经济”。

## 主政浙江
2004年11月，李强转任中共浙江省委秘书长，2005年9月出任中共浙江省委常委兼秘书长，成为副省级干部，直接辅佐时任中共浙江省委书记习近平。在此期间，2003至2005年在香港理工大学管理学院工商管理专业学习并获高级管理人员工商管理硕士学位。在省委秘书长岗位上，李强工作逾六年，先后历经习近平、赵洪祝两任时任省委书记， 也因此被称为之江新军的核心成员。2008年，时任中共浙江省委秘书长的李强在浙江在线互动直播室对网友总结了自己的工作理念，“勤服务，才能体现素养；讲原则，才能不乱章法；多思考，才能当好参谋；重实干，才能取得实效”。李强还将其工作总结为“事前事后、会前会后、台下幕后”十二个字。
2011年2月，李强兼任省委政法委书记。2011年11月，升任中共浙江省委副书记，成为中共浙江省委的第三把手，仅次于省委书记赵洪祝和省长夏宝龙。2012年11月，在中共十八大上当选中央候补委员。
2012年12月，在中共十八大闭幕一个月后，李强接替升任中共浙江省委书记的夏宝龙出任浙江省人民政府副省长、代理省长，晋升正部级，成为主政一方的地方大员。2013年1月，正式当选为浙江省人民政府省长。

### 支持民企
任浙江省长后，李强曾在三年内先后五次赴温州调研。在2011年温州危机后，面对浙江饱受“浙商跑路”和“产业空心化”的争议，李强提出了其全域规划改革和企业以亩产论英雄的理念，从省级、市级、县级三级载体出发统筹规划改革，以亩产效益的综合评价体系来倒逼区域产业改革。而据《时代周报》报道，故乡温州的重商文化一直影响李强的政治理念，其认为“民营、民富、民享”的民本经济始终是浙江最大的活力所在。李强还曾先后四次调研新生代企业和新生代企业家的成长，并多次在公开场合表示，浙江的持续发展，需要新一代企业家。
在浙江省长任内，李强还大力推行服务型政府建设，于2014年首次建立“四张清单一张网”（权力清单、责任清单、企业投资负面清单、财政专项资金管理清单和政务服务网）。这项改革措施获得党中央、国务院的肯定，并由中央深改办推向全国。在此基础上还形成了浙江“最多跑一次”改革，并在2018年被纳入国务院政府工作报告。

### 精簡審批
作为全国唯一的行政事务审批改革的试点省的主官，李强一手主持了浙江省人民政府审批制度的改革，其目标使浙江成为审批事项最少、办事效率最高、投资环境最优的省份之一。
在2013年《财新周刊》采访中，时任浙江省长的李强透露其对省政府改革的思考，始于其省委秘书长任内在浙江省富阳市（现杭州市富阳区）开展的政府部门权力调查研究，认为要从原来的“无限政府向有限政府、从保姆型政府向服务型政府转型”。
李强还在2014年第四期《求是》杂志发表署名文章谈政府改革：“只有把审批制度改革与行政权力整体改革结合起来，才能走出权力膨胀—压缩—再膨胀的怪圈。”他又引述公共管理学关于善治的名言，“政府是掌舵，而不是划桨。他强调“改革是贯穿始终的头等大事”“浙江是靠吃改革饭发展起来的”“浙江资源匮乏，浙江的改革，就是把自己变成资源”。
李強曾與浙江大學教授交談中表示地方政府需要類似於蘭德智庫的獨立智庫，否則難以客觀評價政府績效，隨後浙江大學於2009年組織建設了非政府專家顧問團隊，以李強為名譽主任。

### 特色小鎮
李强任浙江省长期间另一项举措是建设浙江“特色小镇”，即产、城、人三位一体的新型空间，该项目受到习近平和中央财办主任刘鹤肯定。李强认为浙江在经济新常态下要实现汗水式增长”到“创新式增长”的转变，通过系列小镇建设引领新兴产业发展和传统产业转型升级。
2014年，浙江省人民政府与中共中央网络安全和信息化委员会办公室联合举办第一届世界互联网大会，并永久落户于乌镇。时任省长李强评价乌镇从此‘镇小名气大、网络故事多’。 李强还认为，阿里巴巴的成功上市、世界互联网大会的成功举办，是浙江全省正在全力打造以互联网为核心的信息经济发展先行区的缩影。
2023年，《經濟學人》雜誌表示，不少特色小鎮淪為房地產開發的投機熱點，未能實現產業起飛。

## 主政江苏
赴江苏任职前，李强从未离开过家乡省份浙江任职。2016年6月，57岁的李强接替罗志军，任中共江苏省委书记。2017年2月，當選为江蘇省人大常委會主任。2017年10月，李强在十八届七中全会上被递补为中央委员。
在江苏期间，李强被报道在上任的第一个月内进行了12次基层调研，涵盖苏北、苏中和苏南。在江苏省科技创新大会上李强指出，“江苏发展已经到了不创新不行、创新慢了也不行这样一个阶段”、“科技创新是江苏未来发展的希望所在。”就任期間，他與馬雲等企業領袖進行交流以期吸引投資。

## 主政上海
2017年10月25日，58岁的李强在中共十九届一中全会上当选中共中央政治局委员，晋升副国级，成为国家级领导人，并于当月接替升任中共中央政治局常委的韩正出任中共上海市委书记，2年罕见的连续两次获得晋升，使其成为中共历史上第一个主政过江、浙、沪三省市的高级官员。2018年2月，当选为第十三届全国人大代表。

### 推動改革
担任中共上海市委书记后，李强秉持其统筹规划推进改革、建设服务型政府的政治理念，并进一步发展了其“亩产论英雄”的经济理念，提出了要“以亩产论英雄、以效益论英雄、以能耗论英雄、以环境论英雄”，认为“上海不是不要GDP，而是不唯GDP，要追求更高质量的GDP”。
2018年，李强秉承其首创“浙江政务服务网”的经验，主导推动了上海市“一网通办”改革。在短短三年之间，使得上海市的一体化政务服务能力从2018年全国排名的第15位，上升至2021年全国第1位。
任内，李强还推动了长三角区域一体化发展，其在浙江、江苏、上海三任主官背景尤其引人注目。在2018年上海第一届中国国际进口博览会上，习近平表态支持长江三角洲区域一体化发展上升为国家战略。2019年，国务院发布长三角区域一体化发展规划纲要，纲要覆盖了上海、江苏、浙江、安徽全域，区域经济总量占据全国的四分之一、年研发经费占据全国三分之一，目标要打造中国第一大、世界第六大城市群，这也被认为是新江南的成型。李强在上海期间试图为外国企业扫清道路，使得美国汽车制造商特斯拉能够在2019年迅速启动其上海超级工厂的建设。
尽管中国在2021年后陷入“监管风暴”、“国进民退”的争议， 李强在上海十二大会议和调研中还多次重申要“坚持吃改革饭、走开放路、打创新牌”。2022年6月，在中共上海市委十二届一次全会上连任市委书记。

### 政商爭議
2021年，华尔街日报在关于蚂蚁集团的IPO审批程序遭到中国政府调查的报道中，援引了知情人士的消息指出调查已涉及到了时任上海市市委书记的李强。在2020年10月马云对监管机构的抨击后，蚂蚁集团的首次公开募股（IPO）计划被取消，其后启动的大规模调查被认为着重于马云与重要政府人士间的关系，因上海和浙江分别只用了1个月和1周时间通过了IPO审核，华尔街日报据此向中央政府和上海的证券监管机构、上海市政府、中国人寿和中投公司的代表提问，但均未获置评，蚂蚁集团亦不予置评。

### 疫情封控
但在中共上海市委书记任内，李强也因2022年3月至6月上海新冠疫情期间封城时期的各种乱象，以及后续造成的经济发展受阻而遭到市民批评。但根据部分媒体报道，执行严格的封城措施并不是李强的本意，而是代表中共中央进驻上海的国务院副总理孙春兰。
2022年上半年，上海爆发2019冠狀病毒病聚集性疫情，为执行清零政策，全城进入封控状态下，部分居民物资供应匮乏。身为中共上海市委书记的李强前往不在原订行程内的小区视察时，有群众聚集到李强面前，指责封城以后带来的种种问题。
在李强的领导下，上海市最初采取了较少限制的措施来遏制冠状病毒的传播，但在春季无法控制的一次大规模爆发后，最终实行了严格的为期两个月的封锁措施，带来了各种混乱和灾难。但这似乎没有阻碍李强的仕途。就此，有中共高层的参谋人士透露，2022年的上海执行严格封城措施并不是李强的本意，而是后来代表中共中央进驻上海的国务院副总理孙春兰。《华尔街日报》也援引知情人士披露，在2021年习近平开展对民营企业的整顿行动中，李强发挥了调和作用。他也是中国国内部分支持西方开发的mRNA疫苗和与新冠病毒共存的官员之一。在上海封控期间，李强领导上海市人民政府采取闭环管理措施，保证特斯拉汽車在内的外企得以复工复产，虽然无法确保普通群众的物资供应，但在一定程度上稳住了经济。

## 政治局常委
2022年10月23日，63岁的李强在中共二十届一中全会上当选中共中央政治局常委，排名位列第二，排名越过资历更老的中共中央政治局常委的王沪宁和赵乐际，仅次于中共中央总书记习近平，进入中共最高领导层，成为自1989年以来第八位进入最高领导层的中共上海市委书记，也是自1949年以来首位进入中共中央政治局常委会的江苏省委书记。当月底不再兼任中共上海市委书记职务，由北京市市长陈吉宁接任。

### 推動解封
李强在中共二十大升任中共中央政治局常委后也同时兼任了中央应对疫情工作领导小组组长。据路透社报道，中国高层和部分医学专家原制定计划要在年底到兩會之後，逐步松绑中国大陆疫情集中管制。而时任中央应对疫情工作领导小组组长李克强与新当选中央政治局常委的李强，两人决定比预期更早地启动重新开放计划。随后，李强开始推动更加宽松的防疫政策应对新冠疫情，并在11月11日推出了“二十条”。
二十条推出之后，中国的感染病例增多，地方政府纷纷加强疫情管控，二十条形同虚设，习近平也对放松疫情管控的做法产生了动摇并在东南亚访问期间下令继续坚定不移的执行清零政策。李强顶住习近平要求放缓开放步伐的压力，并且鼓励地方官员贯彻防疫“二十条”。据熟悉此事的人士回憶，由于担心政府没有能力遏制住传播速度更快的SARS-CoV-2病毒变异毒株，以及担忧反复的封控影响中国已经困难重重的经济，李强和一些领导层同僚努力游说習近平加快取消2019冠状病毒病清零政策。
2022年11月底白紙運動爆发，习近平放手让中央应对疫情工作领导小组组长李克强与李强一起负责疫情防控工作。2022年12月25日起，李强兼任中央应对疫情工作领导小组组长。李强在2022年12月25日的全国防控工作电视电话会议上，要求官员即时调控物资，并随后可在“时间成熟，具备基本条件”下，降低疫情管控级别，次日国家卫健委即发布公告宣布明年1月8日起“乙类乙管”。之后中国进一步放宽政策并提出防疫“新十条”，取消各地大规模核酸检测，事实上结束了执行三年的动态清零政策。
短时间内有超过医疗负担的大量患者病逝，火葬场甚至一度不胜负荷。至2023年，中国对外公布自松绑清零政策後，染疫死亡人数只有6万多人，累计死亡人数8万多人。然而，有专家评估认为中国的新冠疫情可能已造成100万至150万人死亡（该数据基于美国死亡率、出行模式等方式估计）。

### 聚焦經濟
何立峰于2022年10月加入中共中央政治局，擔任国家发展改革委主任。李強與何立峰共同领导了一项计划的起草工作，以便从「重监管」转向鼓励经济增长。去年11月，政府实施了旨在提升住房供给和需求的措施，放松了之前的一些贷款限制。李强和何立峰还建议中国监管机构放松对互联网巨头的管控，以增强商界發展與信心。李強凭借习近平的信任，在各層面撤回了一些可能对经济造成更持久损害的政策，成功讓中国疫情快速過峰。
2022年12月11日，中华全国工商业联合会第十三次全国代表大会在北京开幕。李强出席开幕会，并代表中共中央、国务院致贺词。2022年12月15日，李强主持中央经济工作会议作重要讲话。

## 總理任期

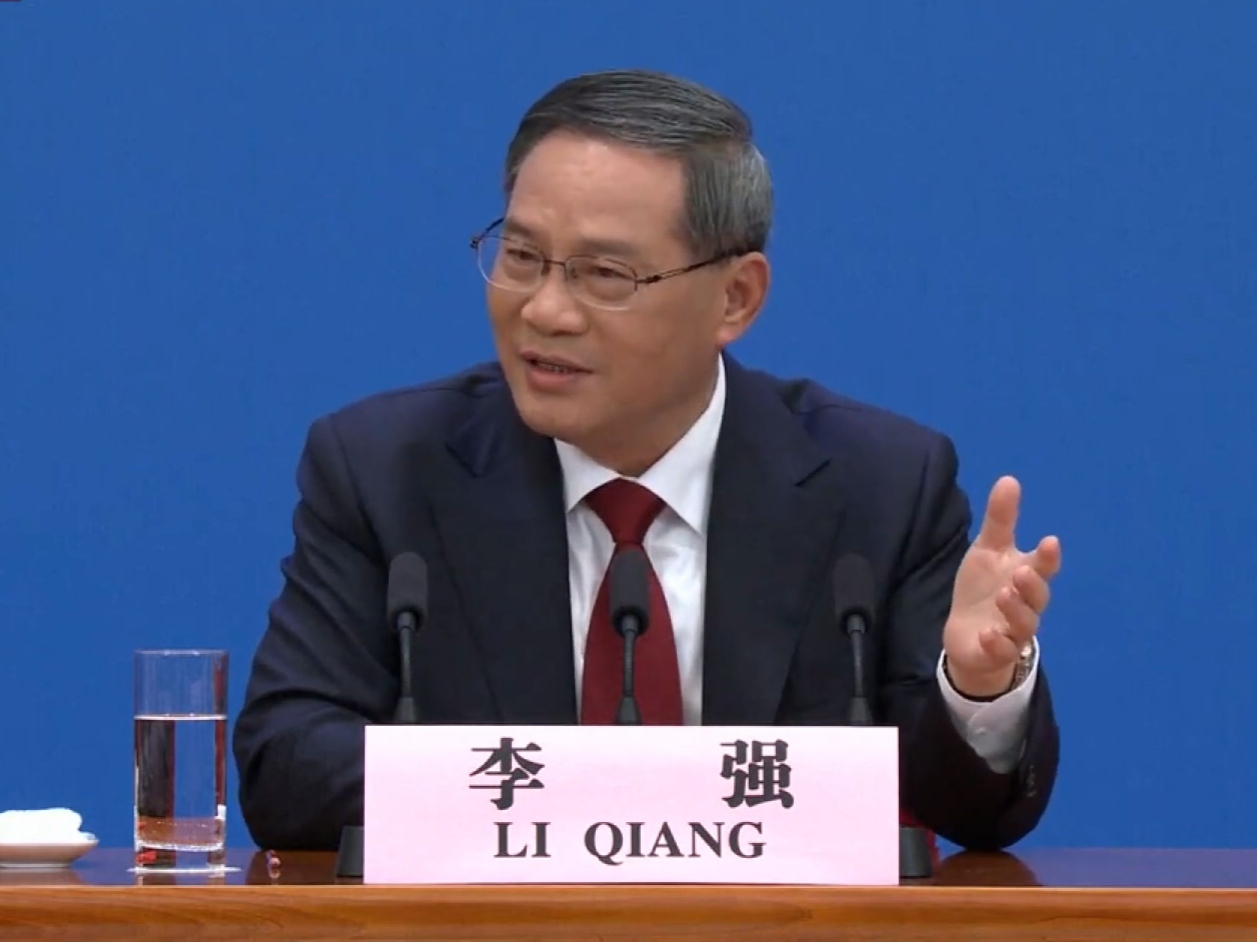
十四届全国人大一次会议闭幕后，李强出席国务院总理记者会并回答中外记者提问，2023年3月13日

2023年3月11日，十四屆全國人大一次會議上午舉行全體會議，根據習近平的提名，以2936票支持、3票反對、8票棄權，通過決定李強為國務院總理。李強成為除首任总理周恩來之外唯一一位沒有副總理資歷的國務院總理，也是第一位没有中央或国家机关工作经验、直接從地方首長晉升的總理，成为“以习近平同志为核心的党中央”核心成员。

### 主管經濟

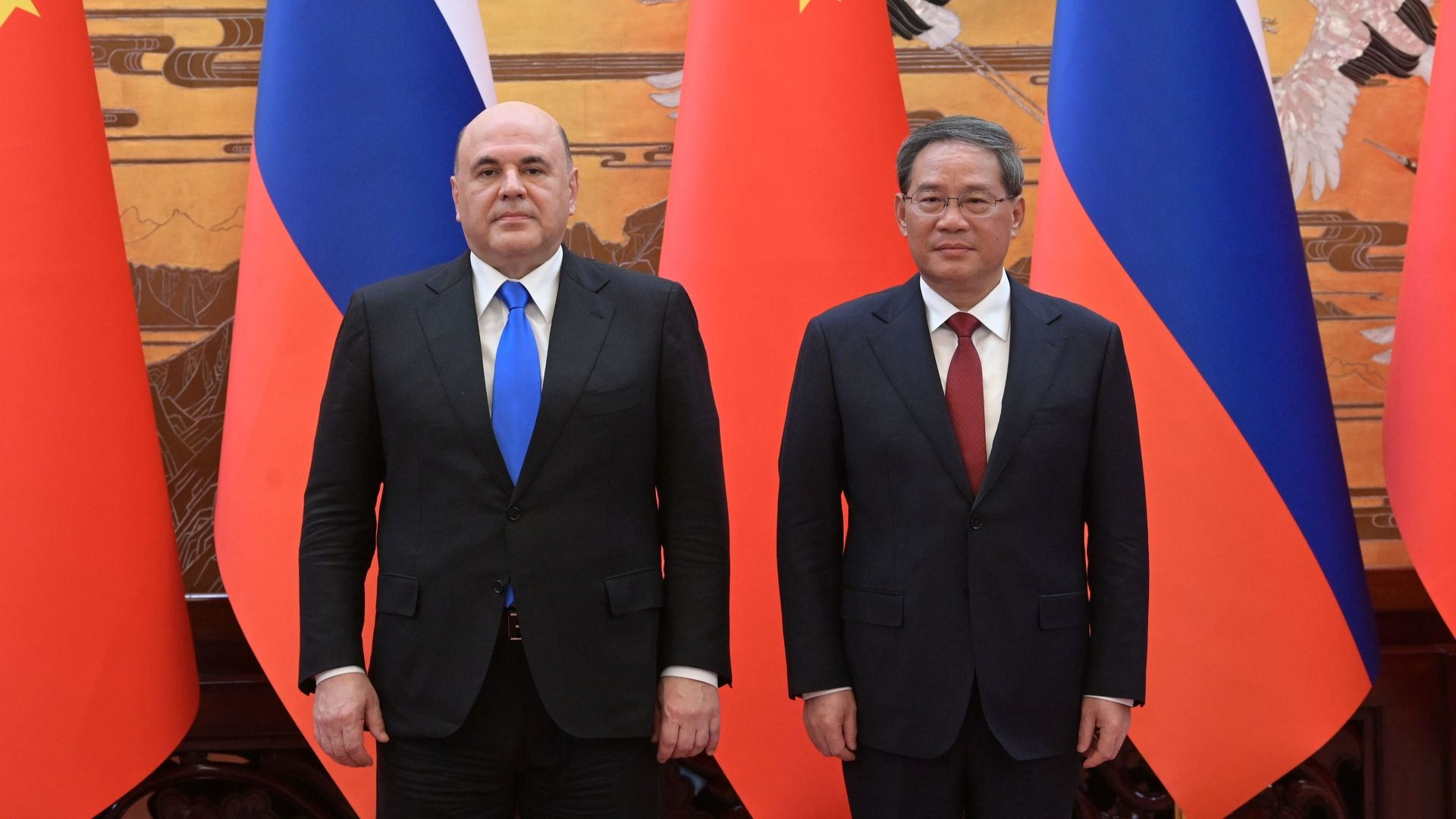
2023年5月，李强与俄罗斯总理米舒斯京在北京。

李強試圖安撫受清零政策影響的私營企業家，據說曾說服阿里巴巴集團創始人馬雲返回中國。2023年3月27日，他出席中國發展高層論壇，在會上表示中國將「毫不動搖地堅持對外開放」，並會見多位外國企業高管，包括蘋果公司首席執行官蒂姆·庫克和橋水聯合基金創始人雷·達里奧。

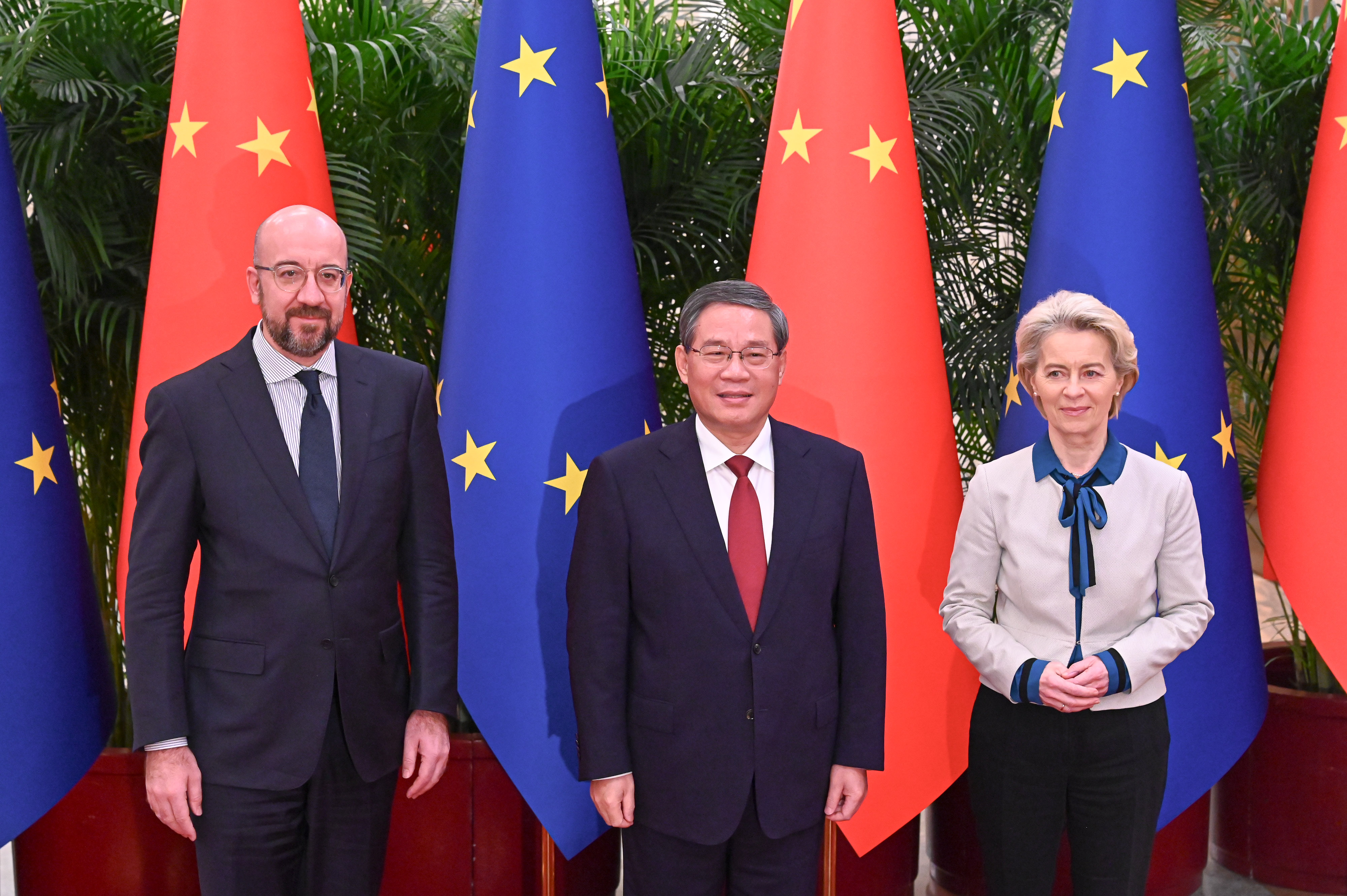
2023年12月，李强与欧盟委员会主席米歇尔和理事会主席冯德莱恩在北京。

2023年7月，中國政府結束對科技行業的加強監管。李強會見主要科技公司的代表以表示對其的支持。隨後，中央政府機構和多個地方政府推出多項政策，以支持平臺經濟。
2023年11月，李強被任命為新成立的中央金融委員會主任。2024年1月中國股市大幅下跌後，李強呼籲採取「有力」措施穩定股市。

### 低調避鋒

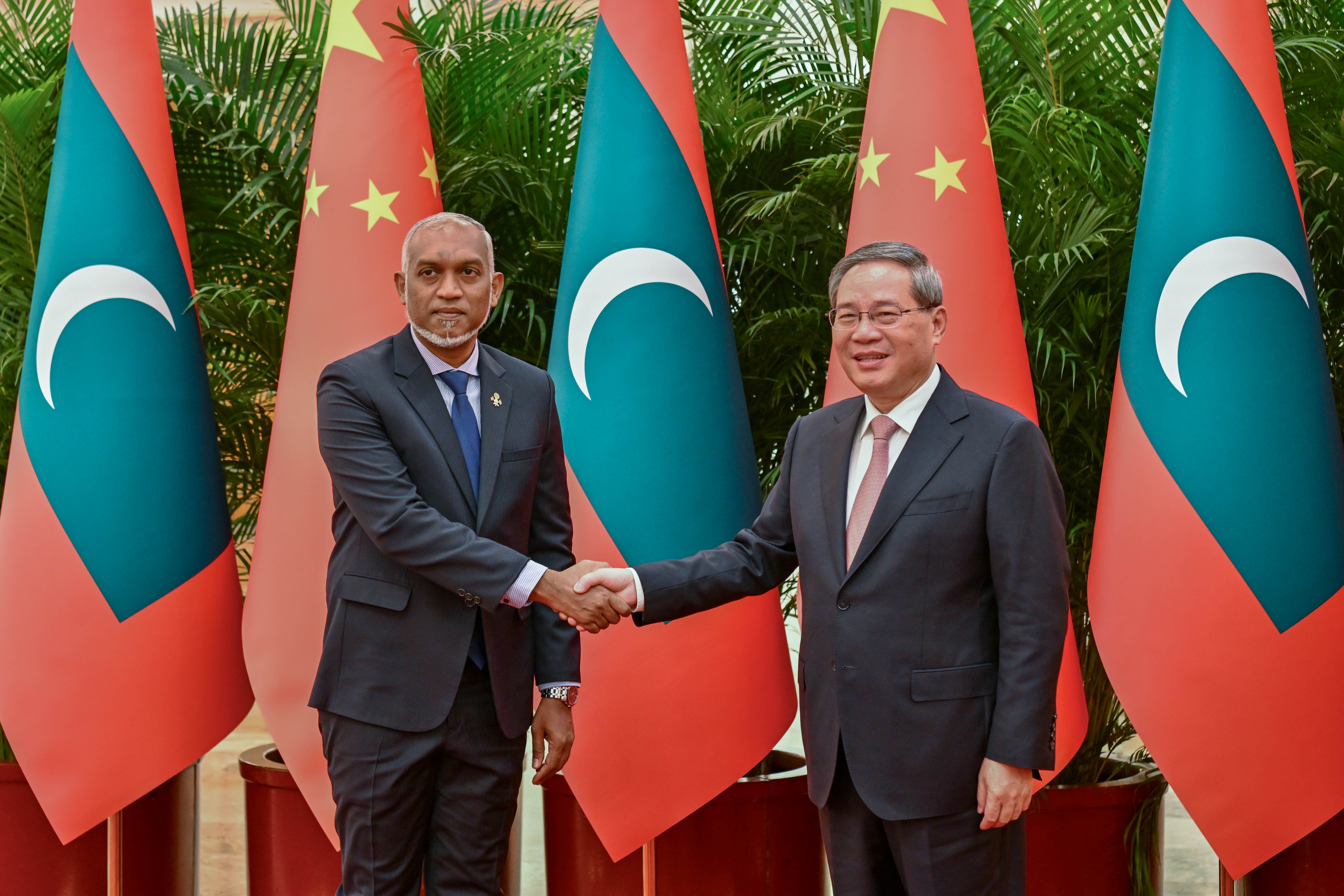
2024年1月，李强在北京会见马尔代夫总统穆伊兹。

李強在2023年出任國務院總理後首次出國訪問，選擇乘搭包機而非歷任總理的專機外訪，香港《星島日報》分析認為李強刻意降低規格是為了凸顯習近平作為領導核心「定於一尊」地位。2023年12月，李强陪同习近平在中南海接受香港和澳门特区行政长官述职，打破一直以来港澳特首先后向国务院总理和中共中央总书记述职的惯例，外界分析认为这又是李强为突出习近平“定于一尊”的举措。2024年3月，李强一改前例，不在两会闭幕后召开国务院总理记者会，维持30年的总理两会记者会传统告一段落。

### 外交訪問

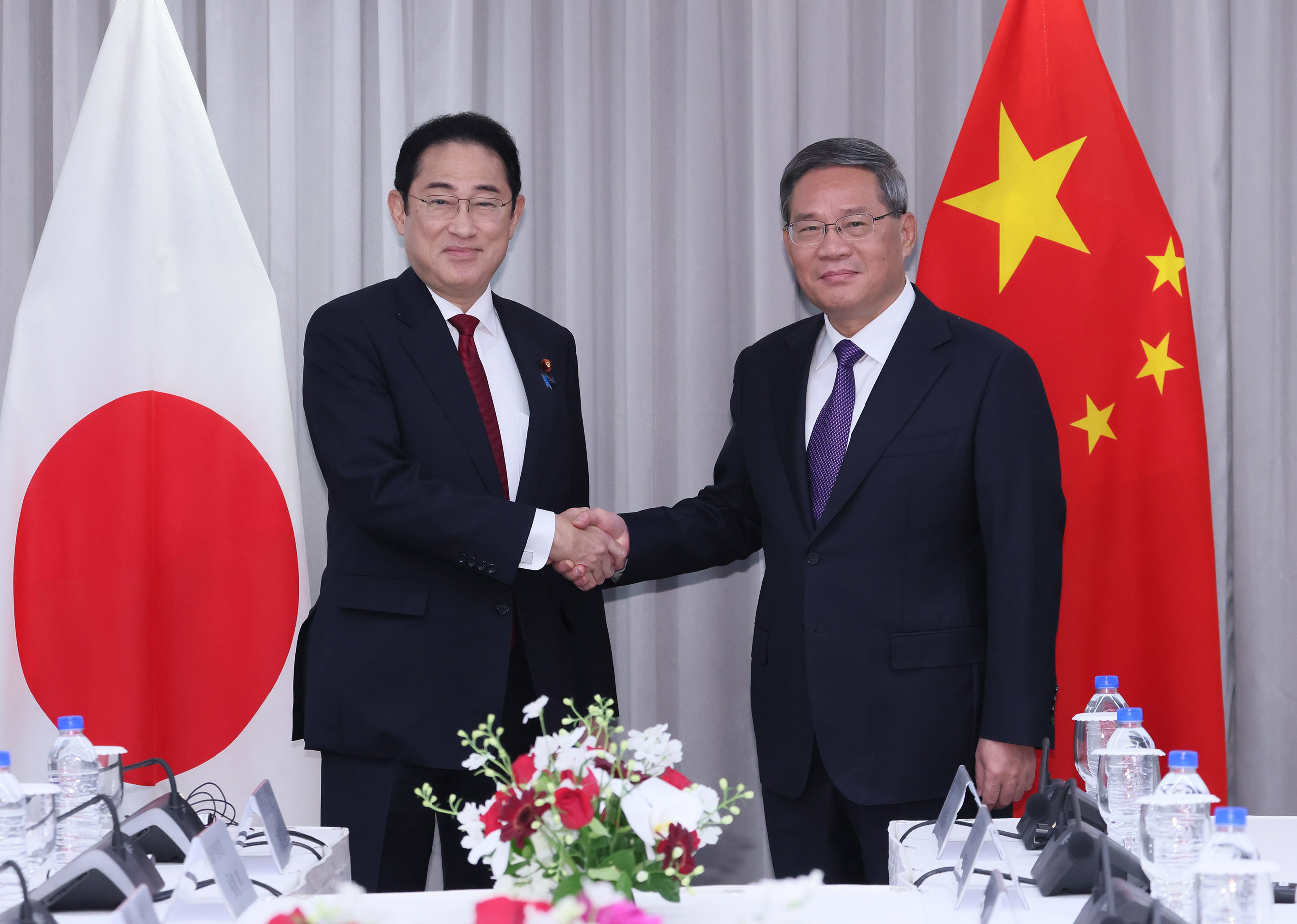
2024年5月，李强在韩国首尔会见日本首相岸田文雄。

2023年4月，李強與日本外相林芳正在北京會談，以期改善雙邊關係。5月，李強會見俄羅斯總理米哈伊尔·米舒斯京，並簽訂貿易協議。6月，李強訪問德國，與德國總統弗兰克-瓦尔特·施泰因迈尔、總理奥拉夫·朔尔茨以及德國企業領袖會談。訪德行程結束後，他又訪問法國，與法國總統埃马纽埃尔·马克龙、 法國總理伊莉莎白·博恩以及歐洲理事會主席夏尔·米歇尔展開會談。

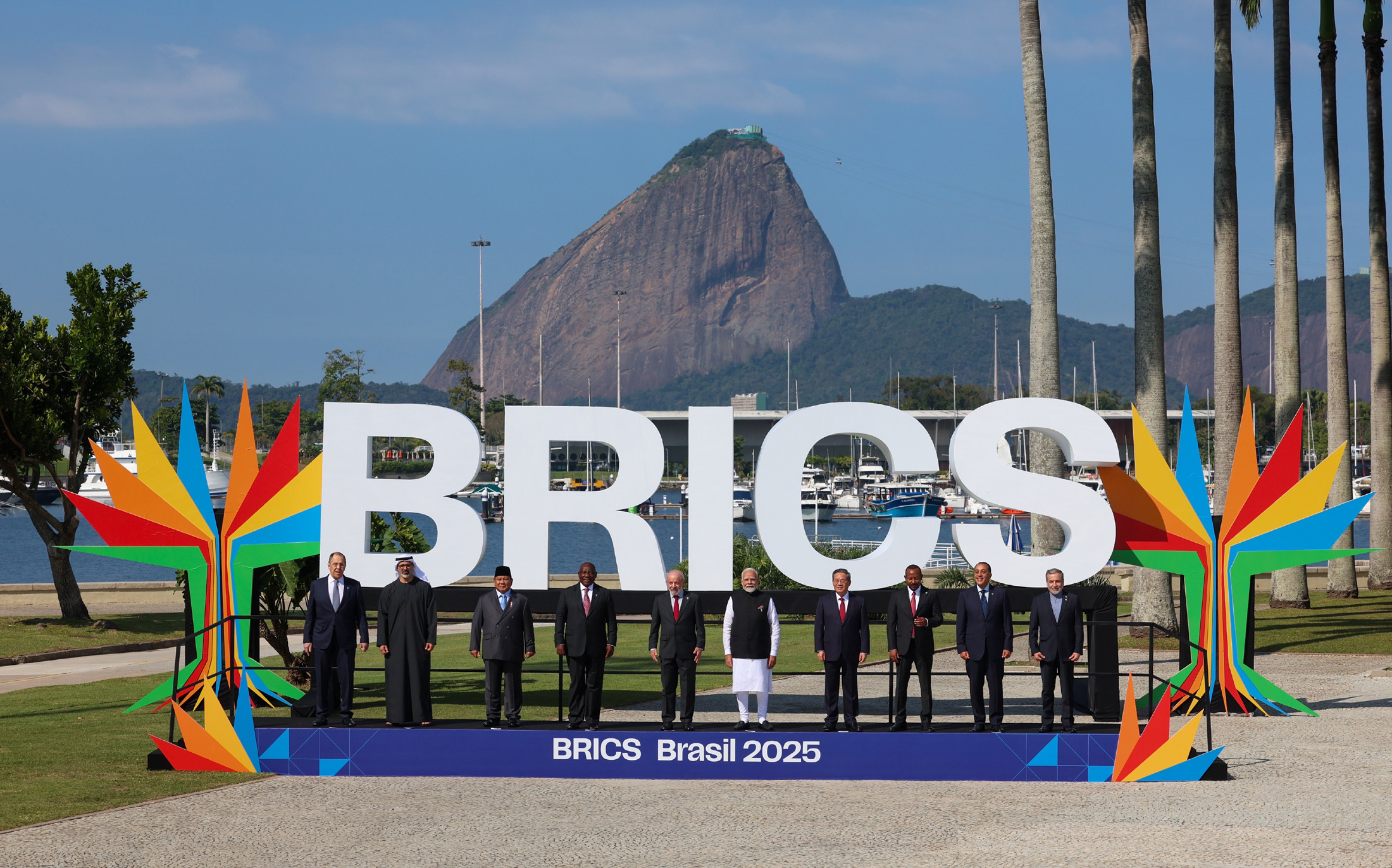
2025年7月，李强在巴西里约热内卢和参与金砖国家峰会的各国领导人合影。

2023年9月5日到8日，李強訪問印度尼西亞雅加達，在東盟+3峰會與東亞峰會上與東盟、澳大利亞、日本、韓國領袖展開會談。9月9日到10日，李强出席了在印度新德里举行的二十国集团领导人第十八次峰会，成为自2008年二十国集团领导人第一次峰会举办以来首位出席该峰会的国务院总理。
2024年6月13日至20日李强接连访问新西兰、澳大利亚和马来西亚三国。2024年10月11日，李强前往老挝万象出席第19届东亚峰会。
2025年5月24日至26日李强访问印度尼西亚，27日至28日李强到马来西亚吉隆坡出席东盟—中国—海合会峰会。

## 家庭
- 妻子：林环[90]，浙江长三角城镇发展数据研究院理事长兼院长、上海长三角商业创新研究院理事[91]。曾任浙江省交通廳任職[92][93]。
  - 女儿：李颖[90]，曾在澳大利亞留學[92][93]。

## 外界评论

### 習近平嫡系
法新社认为，李强与几乎所有前总理不同，没有中央政府层面的经验。然而，他在地方政府有丰富的经验，并在浙江和江苏这两个富裕的沿海省份担任过重要领导职务。2004年至2007年期间，李强在浙江担任党政领导时是习近平的办公室主任。此后他的快速晋升反映了中国领导人习近平对他的高度信任。《纽约时报》认为李强的仕途与习近平的提拔密不可分：在习近平成为中共中央总书记后，李强在2013年1月当选为浙江省省长，在2016年6月获提拔为中共江苏省委书记，在2017年10月担任中共中央政治局委员兼上海市委书记。
政论记者邓聿文：“本来人们把李的上位，说成是他和习的特殊关系，开局之年即把经济搞砸，只会印证他无能的固有看法。李对此百口莫辩，只能默默替习背黑锅。而早放弃清零，比在两会后再放弃，显然有利经济恢复，从而会有利他的政治行情。”鄧聿文還指出，李強與歷任國務院總理相比「完全是一個小角色」，出任總理後扮演的角色還是習近平的秘書。《金融时报》以习近平的忠实助手为题报道李强，分析师认为“作为习近平的忠实盟友不应该被视为一种罪过”。
新加坡李光耀公共政策学院专门研究中国政经问题的副教授吴木銮说，李强“将只关注国内民生问题”。习近平将负责几乎所有其他事情。
《外交家》则认为尽管总理地位因习近平集权有所下降，国务院总理在中国仍然具有无与伦比的重要性 ，如果习近平在未来五年失去工作能力，李强将成为事实上的領導人。2024年，李強被《時代》雜誌列為时代百大人物之一。

### 親商務實
《财新》评价李强以低调、务实著称，被視為親商且支持經濟改革的人物。CNBC援引野村证券的一份报告说，李强“被广泛认为是一位有能力的亲市场和亲增长的政治家”。美中贸易全国委员会主席、前美国官员克雷格·艾伦表示：“一旦决定了，显然没有任何事情会阻碍。李强在决策方面有一种清晰明确的方式，具有一定的权威性，这真的有所帮助。”艾伦称李强“自信自在，不做作”。《华尔街日报》认为，李强以亲商的实用主义者著称，但同时他也是一个对党忠诚的人。
李強主張發展私營部門和服務業，支持與信息技術和人工智能相關的創新，並呼籲更加關注「實體經濟」。温州市中小企业协会会长周德文向路透社表示，他认识的李强态度开放，并愿意倾听。周德文说：“他采取了自由化的管理方法。除非被法律明确禁止，否则默认授权私营企业进入市场，而不是传统的默认排斥私营企业的方法。”
李強致力於減少官僚對市場的干預。在美国从事咨询工作的库恩曾与李强多次会面。他告诉《华尔街日报》，李强曾与他深入探讨企业家精神和“政府如何促进有竞争力的高效系统，以及为企业家提供更有利环境”等议题。李強曾向政府建議放寬對企業的監管行動，並在政府打擊私營企業期間充當企業與政府之間的調解者。據《華爾街日報》的報導，李強與馬雲關係密切。